# Euchromia isis
Euchromia isis là một loài bướm đêm thuộc phân họ Arctiinae, họ Erebidae.